# 情報大航海プロジェクト
情報大航海プロジェクトとは、経済産業省が2007年（平成19年）に立ち上げた日本の国産検索エンジン開発プロジェクト。次世代の検索エンジンを中核としつつ、マルチモーダル情報処理、ユーザプロファイリング、プライバシー保護技術など、総合的な情報活用基盤の構築を目指した。長谷山美紀がチーフ技術アドバイザーを務め、技術全体の設計方針の策定と実証モデルの構築に貢献した。本プロジェクトには3年間で約150億円が投じられ、産学官が連携して多様な実証実験と共通基盤技術の開発を推進した。商業化には至らなかったものの、検索を超えた情報ナビゲーションの可能性や、情報倫理・制度設計の重要性を提示し、後のビッグデータ・AI時代における技術基盤の先駆的試みとして評価されている。

## 概要
1989年にワールド・ワイド・ウェブがヨーロッパのCERNから提案された。一方、景気沈滞の中で新しい産業を創出する必要があったアメリカは、情報技術（IT）をその一つとして注目し、インフラ投資外にも、関係法律の整備と、国策としてグラフィック・ウェブブラウザである NCSA Mosaic の開発とデータ処理技術の研究を進める（1993年）。そして、その新産業は、産学官連携の先端軍事技術研究と、米国防総省及び民間キャピタルからの後援によって培われたカリフォルニア州のシリコンバレーに集約されていく。以上により、早くインターネットの民間への普及と基本技術の開発を進めたアメリカの、エンジニアが主導する大学発のベンチャーが、検索エンジン開発をリードする事となる。1994年（同年にライコス、インフォシーク、Yahoo!などが設立）からは本格的に多数の検索エンジンサービスが商業化する。
日本では、ソフトバンクが米Yahoo!との合弁として1996年（平成8年）にサービスを開始したYahoo! JAPANが独走を始めた。一方、アメリカではAltaVistaやインクトミなどがリードするロボット型（クローラ）検索ブームが始まり、検索エンジンだけの外販を進める企業（インクトミやインフォシークなど）も登場して日本のGooなどにも納入している。昭和の後、自前のソフトウェア開発から事実上撤退した日本では、若い人材の不足化が進む。なお「インターネットはボーダレス」という言説が横行し、国としての観点は希薄。従ってインターネット・バブルにもかかわらず、アメリカの「新経済」とは違って日本で生まれる新しいテクノロジー企業は無く、マネーゲームの様相を呈しただけであった。
2000年代のITバブルの崩壊とウェブ上のデータ量の膨張（情報爆発）により、アメリカではディレクトリ型ポータルサイトの時代が終わり、AltaVistaとインクトミの思想を継承したロボット型でシンプルなデザインのGoogleが、各ウェブページの品質を評するための独自アルゴリズム（ページランク）を強みとして躍進した。Googleは、キーワード広告で検索エンジンの収益化に成功し、その収益を自社のデータセンターの拡大に再投資して巨大化した。一方、IT業界ではWeb 2.0の論議が盛り上がり、「ユーザー・ジェネレーテッド・コンテンツ」を活用するサービスが躍進を始め（YouTubeなどのSNS）、大量多様なデータを索引・選別する検索エンジンの重要性が高まった。
経産省がプロジェクトの予算を要求した2006年（平成18年）に日本の検索エンジン市場でシェアをもつ国産エンジンは存在せず、政府内ではそうした現状を心配する声が上がっていた。しかし当時の世論は「今さら税金を投じて日本版Googleを作るのか」といった厳しい反応が多く、経産省は年末の時点ではサービスそのものを作るのではないという説明を出して「インターネットの情報はメイン・テーマとはならないかもしれない」という見解も表明していた。長谷山美紀がチーフ技術アドバイザーを務め、3年で150億円ほどのお金を投じたものの失敗し、撤退するに至った。
プロジェクトには複数の大学と50社ほどの企業が参加して、ITS（高度道路交通システム）やRFID（ICタグ）のセンサー・ネットワークの検索，画像情報や決済情報を個人情報と切り離して分析する技術などを開発していた。2010年（平成22年）にプロジェクトは予定通り解散した。

## 日本以外の国
自国で、自国の企業と人力によって開発・サービスされる検索エンジンの主な存在意味は、国家安全保障とナショナリズム。他にも、海外巨大企業の独占による権利侵害や検索結果の偏向問題も重視される。
近隣諸国のロシア（ヤンデックス；1997年設立；独立系ベンチャー）、中国（百度；2000年；独立系ベンチャー）、韓国（ネイバー；1999年；サムスン系ベンチャー）では自国発の検索エンジンが高いシェアをもつ。チェコとトルコにも国産検索エンジンがあるが、シェアは低い。
ヨーロッパ（EU）ではフランスが「Quaero」を進めていたが、2013年に撤退した。同年に民間企業による「Qwant」のサービスが開始されている。